# Johann Jakob Kieffer
Johann Jakob Kieffer (* 14. September 1814 in Trier; † 28. Januar 1891 ebenda) war ein deutscher Historien- und Porträtmaler der Düsseldorfer Schule sowie Keramiker der Firma Villeroy & Boch.

## Leben
Kieffer erhielt Unterricht in architektonischem Zeichnen in Trier und studierte von 1835 bis 1839 Malerei an der Kunstakademie Düsseldorf. Dort war er Schüler von Wilhelm Schadow und Karl Ferdinand Sohn. 1847 reiste er nach Paris. Bis 1857 unternahm er Reisen in Frankreich, England, Italien und Deutschland. 
Kieffer gilt als ein begabter Vertreter der älteren Düsseldorfer Schule. In Trier hatte er wenig Gelegenheit, seine Begabung zu entfalten, sodass er gezwungen war, gleichzeitig auch für die Industrie zu arbeiten. Er wurde künstlerischer Leiter in der keramischen Anstalt Villeroy & Boch in Mettlach. In deren „Terrakotta“-Abteilung entwarf er zwischen 1859 und 1874 religiöse Figuren, außerdem Dekore für Mettlacher Platten, deren Herstellung bedeutende Fortschritte gemacht hatte, nachdem Kieffer die Leitung der Zeichnungen übernommen hatte. Parallel zur Figurenproduktion des Unternehmens konnte er auch auf eigene Rechnung arbeiten. 1877 nahm er erneut einen Wohnsitz in Düsseldorf. Als Historienmaler war er auf dem Gebiet der christlichen Kunst tätig. Für polychrom gefasste Figuren erhielt er 1867 auf der Pariser Weltausstellung eine Bronzemedaille.